# Suplac
Suplac (węg. Küküllőszéplak) – wieś w Rumunii, w okręgu Marusza, w gminie Suplac. W 2011 roku liczyła 786 mieszkańców.